# Мелёй
Мелёй — коммуна в фюльке Нурланн в Норвегии. Является частью исторического региона Сальтен. Административный центр коммуны — деревня Эрнес. Населенный пункт Гломфьорд лишь немного меньше Ёрнеса. Мелёй был отделён от коммуны Рёдёй 1 января 1884 года.
Коммуна расположена к северу от Полярного круга на западном побережье Норвегии. Территория коммуны охватывает остров Мелёй и 700 других островов разного размера в районе Мелёйфьорда, Гломфьорда и Холандсфьорда на юге, а также часть побережья материка.

## Общая информация

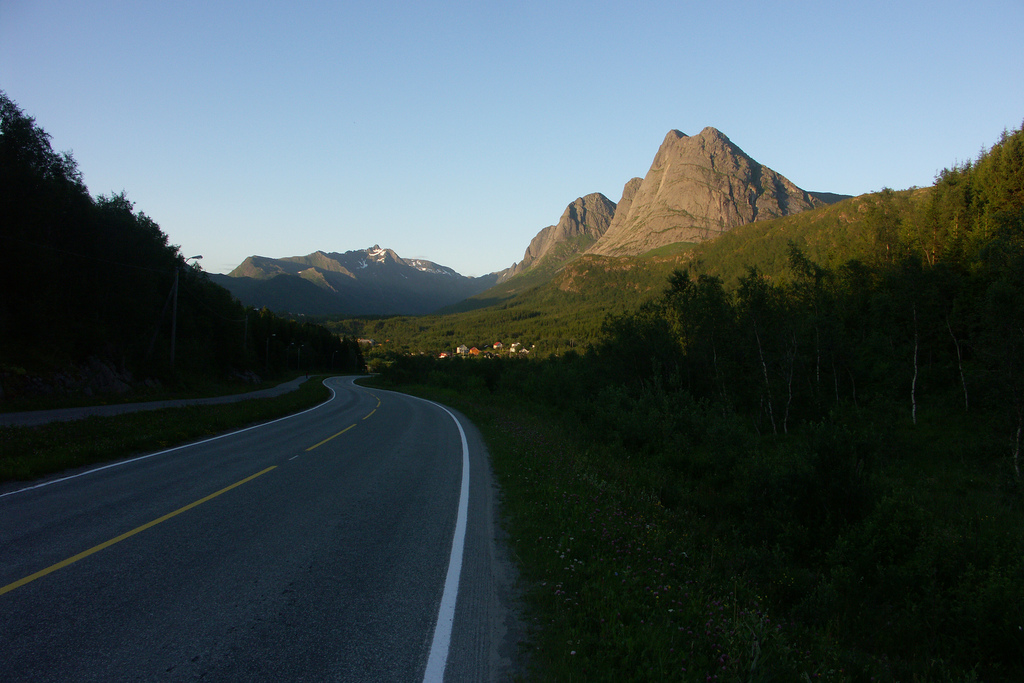
Трасса Rv17 (Kystriksveien) проходит через долину Спилдер (Spilderdalen) в Мелёе; июль 2008 года

### Название
Коммуна (первоначально приход) названа в честь острова Meløya (старонорвежский:Mjölva), поскольку там была построена первая церковь. Старое название острова вероятно происходит от слова mjöl, которое означает мука (из-за мелкого песка на побережье острова), окончание — слово øy, означающее остров, было добавлено к названию около 1500 года.

### Герб
У коммуны современный герб. Он был принят 7 декабря 1984 года. На гербе изображены цветы мака. Деревня находится возле второго по величине ледника в континентальной Норвегии — Свартисена («чёрный лёд»), а мак является одним из ближайших растений, растущих возле льда. Цвета герба символизируют голубой ледник и жёлтые цветы.

## История
Мелёй был заселен в течение многих столетий и на территории до сих пор сохранились различные реликвии периода викингов. Семья Бенкесток (англ. Benkestok), одна из дворянских семей Норвегии, основала в XVI столетии ферму Мелёй (норв. Meløy gård).
В связи с увеличением населения в течение XIX века, коммуна была отделена от своего южного соседа, коммуны Рёдёй в 1884 году. Административный центр коммуны позднее был перенесён с острова Мелёй на материк, в Эрнес.

## География

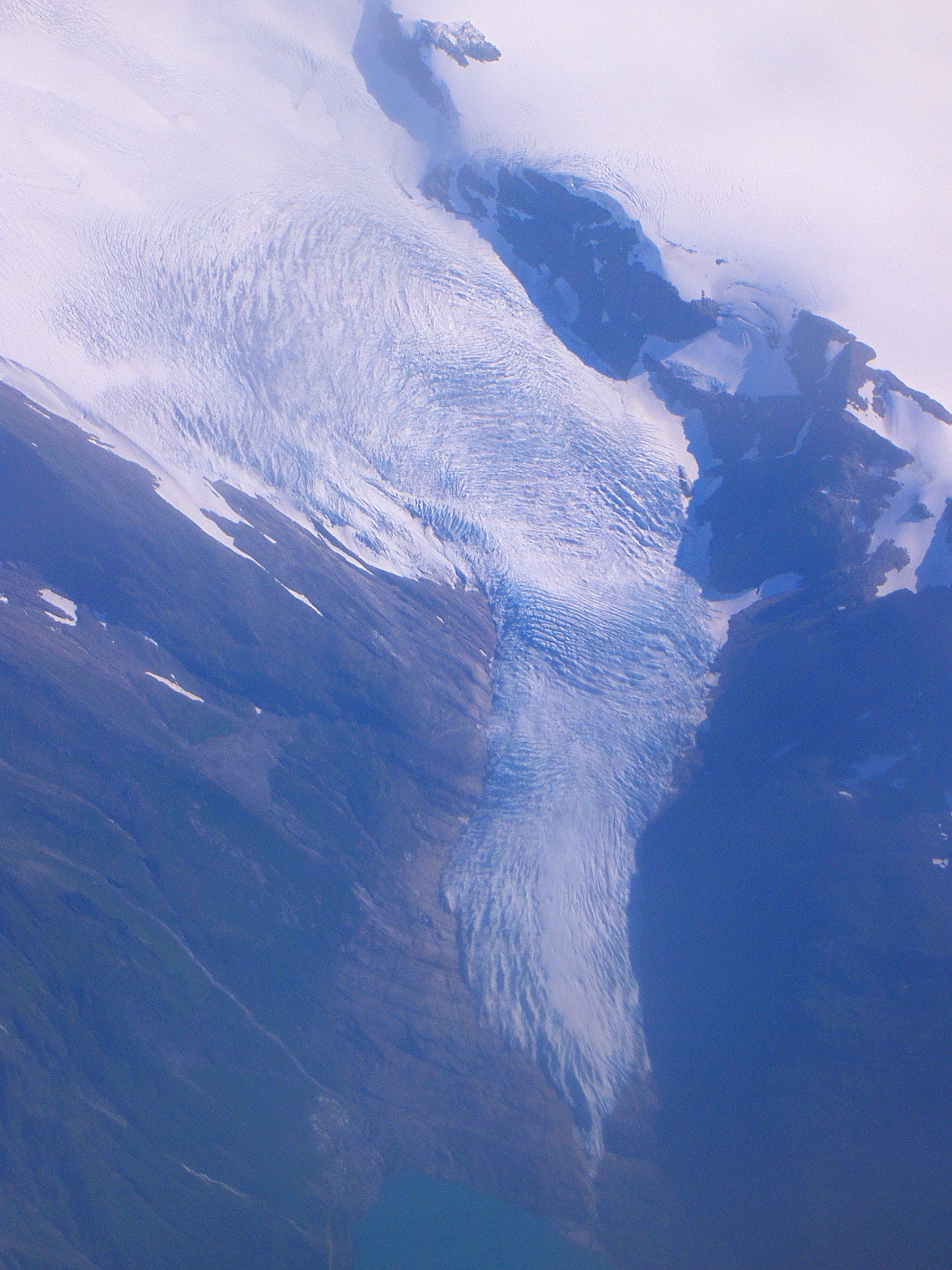
Вид сверху на ледник Энгабрин (Engabreen)

Ёрнес является одним из остановочных пунктов маршрута Хуртигрутен, потому что вход во фьорд является очень живописным. Второй по величине ледник Норвегии, Свартисен, является объектом туристических экскурсий. Горы вокруг Гломфьорда являются популярным место охоты и рыбалки, а в зимнее время — ещё и местом катания на лыжах.

## Экономика
Промышленное развитие, и соответственно, экономическое развитие и процветание коммуны началось в период Первой мировой войны. Оно было основано на производстве электроэнергии на новой гидроэлектростанции в Гломфьорде, использующей воду идущую от ледника Свартисен и собирающуюся в горах. Компания Norsk Hydro (в настоящее время Yara) начала выпуск минеральных удобрений в Гломфьорде. Конгломерат производящих отраслей образует промышленный парк Гломфьорда. В коммуне также развиты следующие отрасли: легкая промышленность, сельское хозяйство, лесоводство, вылов лосося и туризм.